# エヴァレディ・ハートンの埋もれた財宝

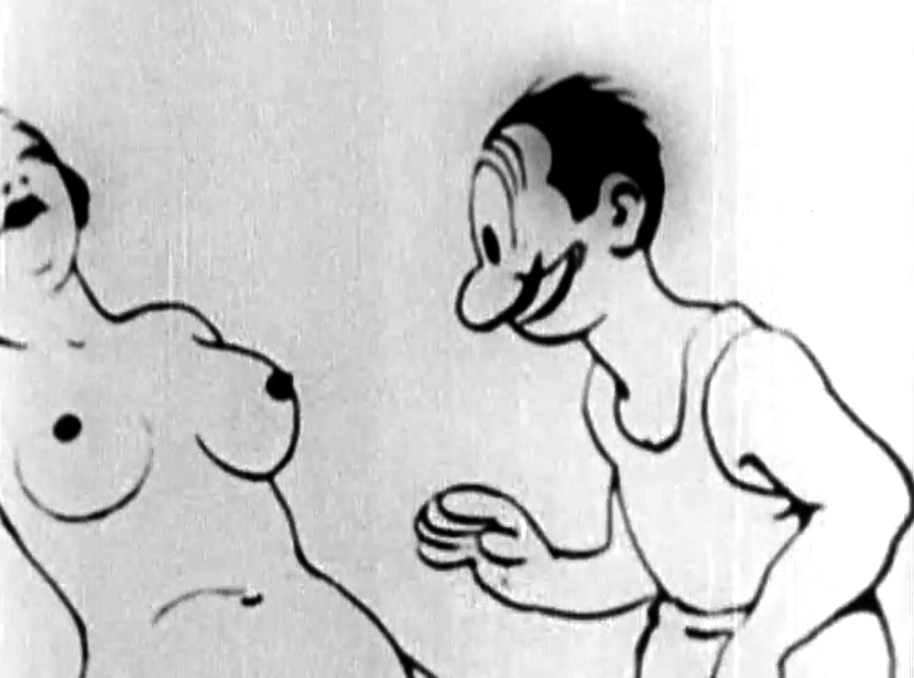
エヴァレディ・ハートン

『エヴァレディ・ハートンの埋もれた財宝』（エヴァレディ・ハートンのうもれたざいほう、Eveready Harton in Buried Treasure）は、1929年にアメリカ合衆国で製作された短編映画のアダルトアニメ。常に性的に興奮したタイトルキャラクターによる女性や男性、ロバやウシに対するありそうもない性的冒険を描いている。

## 概要
おそらく、米国の現像所は映画の製作を拒否したため、この映画はキューバで現像されなければならなかった。制作者は不明だが、著名なアニメーターのグループがウィンザー・マッケイに敬意を表して、内輪のパーティーのために映画を制作したという説が有力視されている。ディズニーのアニメーター、 ウォード・キンボールは、作品の経歴を次のように説明した。
最初のポルノアニメはニューヨークで作られた。 それは「エヴァレディ・ハートン」と呼ばれる、20年代後半に作られたサイレント映画で、3つのスタジオで作られた。それぞれが他のスタジオに何をしているのかを伝えることなく、それぞれのセクションを行った。スタジオAは最初の部分を終わらせ、最後の図面はスタジオBが担当した[...]マックス・フライシャー、ポール・テリー、マットアンドジェフのスタジオが関わった。彼らはショーの夜まで完成品を見ていなかった。そこにいた二人の男は、笑い声がそれを上映していたホテルの屋根を吹き飛ばしたと私に伝えている。
1970年代後半にサンフランシスコで作品のコピーが上映されたとき、クレジットではアニメーションがジョージ・スターリング、ジョージ・キャナタ、ルーディー・ザモラ、Sr.、ウォルター・ランツに帰属していた。作品は、2002年に劇場公開されたコンピレーションポルノ映画『ブルーフィルム 青の時代 1905-30』で取り上げられた時まで、非公式に小規模の地下フェスティバルやパーティーでのみ公開された。